# Sun Shao (fill de Sun Ce)
|  | Per altres persones amb el mateix nom i cognom, vegeu Sun Shao. |

En aquest nom xinès, el cognom és Sun.
Sun Shao va ser el fill pòstum de Sun Ce, un senyor de la guerra de la tardana Dinastia Han Oriental. La seva data de mort no apareix en la seva breu biografia als Registres dels Tres Regnes de Chen Shou, però va viure per veure a Sun Quan ascendir al tron de Wu Oriental i se li va concedir el títol d'un marquès —— inicialment Marquès de Wu, més tard Marquès de Shangyu. Cap informació sobre Sun Shao existeix fora de la seva breu menció en els Registres dels Tres Regnes, encara que hi ha alguna informació sobre el seu fill, Sun Feng, que succeiria el seu títol de marquès.